# Рафль, Хансйорг
Хансйорг Рафль (нем. Hansjörg Raffl; 29 января 1958, Вальдаора, Италия) — итальянский саночник немецкого происхождения, выступавший за сборную Италии в конце 1970-х — середине 1990-х годов. Принимал участие в пяти зимних Олимпийских играх, на играх 1992 года в Альбервиле удостоился бронзы, а в 1994 году на Олимпиаде в Лиллехаммере завоевал серебро, после чего принял решение завершить карьеру профессионального спортсмена. Почти все свои победы одерживал в паре с Норбертом Хубером.
Хансйорг Рафль является обладателем девяти медалей чемпионатов мира, в его послужном списке две золотые награды (парные заезды: 1990; смешанные команды: 1989) четыре серебряные (1983, 1989, 1993; смешанные команды: 1990) и три бронзовые (парные заезды: 1991; смешанные команды: 1991, 1993). На чемпионатах Европы спортсмен получал подиумы семь раз, в том числе дважды был первым (парные заезды: 1992, 1994) дважды вторым (парные заезды: 1988, 1990) и три раза третьим (парные заезды: 1984, 1986; смешанные команды: 1988).
Рафль шесть раз занимал первую позицию в общем зачёте Кубка мира, в этом плане наиболее удачными для него стали сезоны 1982-3, 1984—1985, 1985—1986, 1988—1989, 1989—1990, 1990—1991, 1991—1992, 1992—1993. Всего на этом соревновании в парной программе он финишировал первым двадцать шесть раз, лучший результат в одиночных заездах показал в сезоне 1978—1979, окончив состязания на второй позиции.